# 九州街道ものがたり
『九州街道ものがたり』（きゅうしゅうかいどうものがたり）は、1990年4月1日から2009年12月27日まで、九州のテレビ朝日系列局（九州朝日放送・長崎文化放送・熊本朝日放送・大分朝日放送・鹿児島放送）5局ネットで放送された九州朝日放送（KBCテレビ）制作の紀行番組である。スポンサーは、九州電力の一社提供。放送時間は、毎週日曜、1990年4月1日から1994年9月25日までは、13:45 - 14:00で、1994年10月2日から2009年12月27日までは、 12:00 - 12:15（JST）。

## 概要
司馬遼太郎の著作を基に、九州各地の街や人物にまつわる歴史的な話題をナレーションと朗読で進める紀行番組として放送された。また、本番組を基に放送時間を拡大したスペシャル番組も制作された。2006年11月に本番組のネット全局で地上デジタル放送のサービス放送が開始されたことから、同月5日放送分よりハイビジョン放送となり、アナログ放送では、レターボックス形式で放送された。
放送回数は2000年2月20日放送分で500回を越え、2009年12月27日の最終回時点で1000回に達していた。最終回は、鹿児島県出身の俳優・榎木孝明がリポーターを務めた。

## 出演者
- ナレーション - 奥田智子（KBCアナウンサー）
- 朗読 - 逸見明正（KBCアナウンサー）